# Das Licht am Ende der Welt
Das Licht am Ende der Welt (Originaltitel: La luz del fin del mundo) ist ein 1971 veröffentlichter, spanisch-italienisch-französisch-liechtensteinischer Film von Kevin Billington nach dem Roman Der Leuchtturm am Ende der Welt, welcher nach dem Tod von Jules Verne durch dessen Sohn Michel überarbeitet wurde.

## Handlung
Drei Leuchtturmwärter werden auf einer Insel von Piraten überfallen. Nur einer, Will Denton, überlebt den von Jonathan Kongre geführten Angriff. Fortan nutzen die Piraten den Leuchtturm, um Schiffe in die Irre zu führen und nach deren Schiffbrüchen zu plündern. Denton, der alles aus einem Unterschlupf beobachtet, kann einen der Passagiere retten. Als Kongre davon Wind bekommt, nimmt er die schöne Arabella als Geisel und will damit Denton herausfordern. Denton und sein neuer Freund Montefiore müssen nun den Piraten das Handwerk legen.

## Drehort

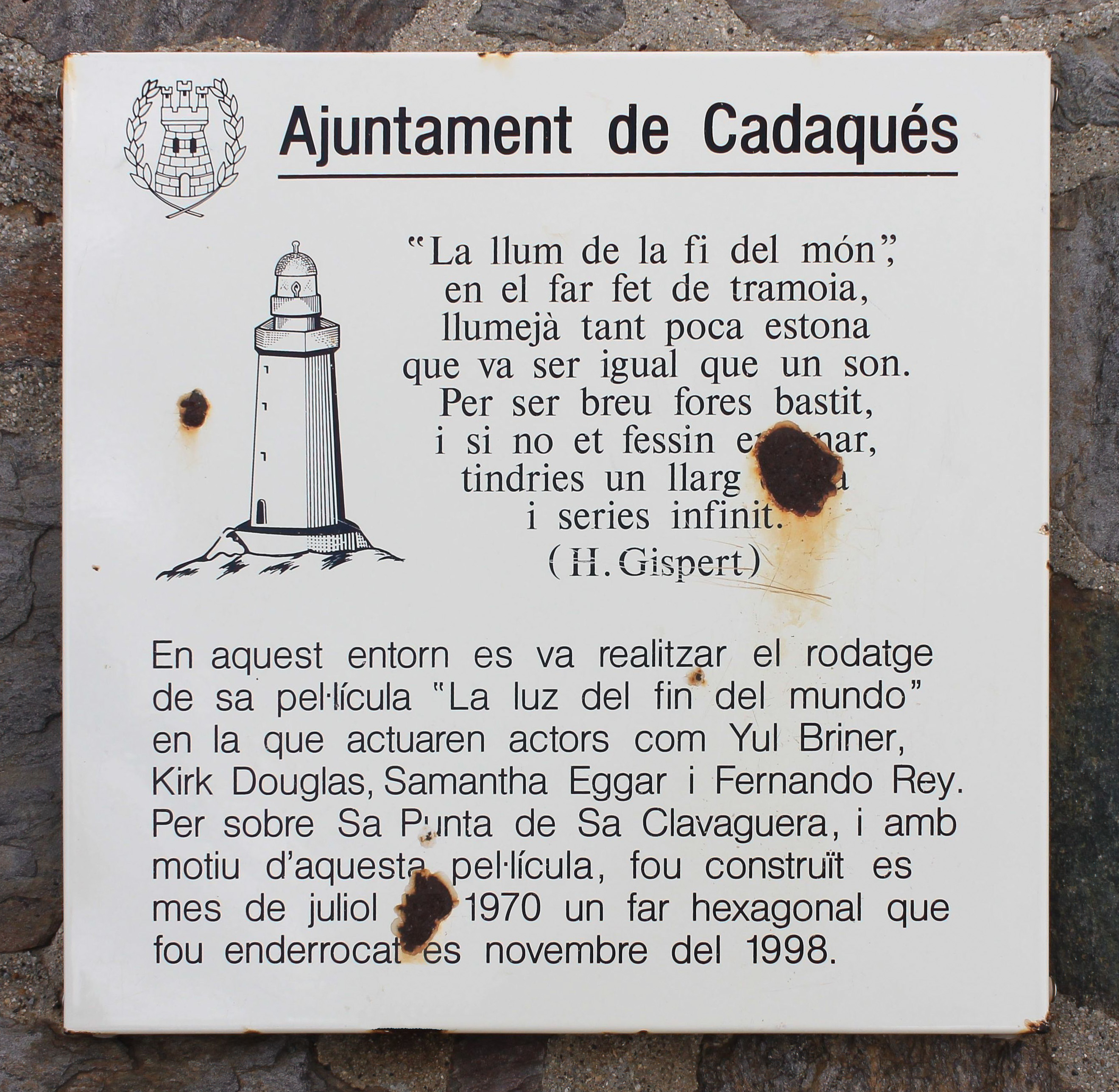
Hinweistafel

Unterhalb des Leuchtturms im katalanischen Naturpark Cap de Creus befindet sich eine Hinweistafel, die an die dortigen Filmarbeiten im Jahr 1970 erinnert.

## Kritik
„Packender Abenteuerfilm, der die Klischees der Gattung in ihr Gegenteil verkehrt und das fast quälend langsame Fortschreiten des Bösen ohne jede Romantisierung entwickelt. In der Konfrontation der Hauptfiguren erinnert der hervorragend fotografierte Film mehr an die hintergründigen Romane Herman Melvilles als an Jules Vernes fantastische Geschichten. Drastische Kürzungen haben manche Grausamkeiten eliminiert, rauben dem Film aber auch viel von seinem Sinngehalt und dem erzählerischen Rhythmus.“

## Besondere Filmfassung
- Von Piccolo Film gab es in den 70er Jahren eine 120 Meter/color/Tonfassung (ca. 20 Minuten) auf Super 8